# Adelheid von Schmiterlöw
Adelheid Emma Otburgis von Schmiterlöw, född 15 augusti 1875 i Greifswald i Tyskland, död 16 maj 1959 på Tagels gård i Mistelås socken, var en svensk godsägare och målare.

## Biografi
Adelheid von Schmiterlöw var dotter till majoren Wilhelm von Schmiterlöw och friherrinnan Signhild Rappe samt dotterdotter till Mathilda Rappe. Familjen bodde i Tyskland men när fadern avled 1884 återvände änkan till Sverige och gården Tagel. När morfadern avled 1888 blev Adelheid von Schmiterlöw ägare av Tagel.
Schmiterlöw växte upp i ett konstnärligt och kulturellt hem där modern hade ett stort intresse för textilhantverk och startade kurser åt kvinnor kring växtfärgning, vävning och textiltillverkning. Schmiterlöw studerade några år för Carl Wilhelmson på Valands målarskola där hon knöt hon vänskapsband med Hanna Borrie och Tora Vega Holmström. De kallade sig tre musketöreran    och förblev vänner livet ut. Hon fortsatte därefter sina studier 1902 och 1904 för Adolf Hölzel vid målarakademien i Dachau. Hon gjorde 1903 ett uppehåll i sina studier och bedrev självstudier i Paris men tiden i Frankrike fick inte någon större betydelse för hennes konst. Efter sitt sista år i Dachau ansåg professor Hölzel att hon hade stora utsikter att bli en fin konstnär hon bara fick utvecklas och arbeta vidare. Men hon tvingades på grund av sin mors död att avbryta sina studier och överta skötseln av släktgården Tagel.
Adelheid von Schmiterlöw drev gården och jordbruket i 54 år på ett mönstergillt sätt och skapade där ett gästfritt, vackert och kultiverat hem samt fortsatte med moderns arbete med kurser i hemslöjd och hantverk understödd av Hanna Borrie, som flyttade till Tagel och bodde där fram till sin död 1944. Det rika släktarkivet på Tagel hölls öppet för forskare och själv använde hon det för att skriva en levnadsbeskrivning av morfadern Wilhelm Rappe. Hon gifte sig aldrig och det fanns ingen självklar arvinge, varför hon ville säkra gårdens framtid genom att grunda Rappe von Schmiterlöwska stiftelse och ge den uppdraget att förvalta Tagel och dess ägor. Stiftelsen har också uppdraget att främja vetenskaplig forskning inom jordbruk och skogsbruk. Styrelsen består av bland annat landshövdingen i länet, representanter från kungliga Skogs- och lantbruksakademien, Skogsstyrelsen, Sveriges Utsädesföreningen i Svalöf samt Växjö tingsrätt.

## Utmärkelser, ledamotskap och priser
- Ledamot av Vetenskapssocieteten i Lund (LVSL)[1]